# 18877 Стівендоддс
18877 Стівендоддс (18877 Stevendodds) — астероїд головного поясу, відкритий 4 грудня 1999 року.
Тіссеранів параметр щодо Юпітера — 3,376.